# Omnes Éducation
Omnes Education, anciennement INSEEC U, est une multinationale française spécialisée dans l'enseignement supérieur privé et qui s'est formé autour de l'Institut des hautes études économiques et commerciales (INSEEC). Elle regroupe 15 grandes écoles et écoles spécialisées en management, sciences de l’ingénieur, communication et sciences politiques.
Parmi ses concurrents en France se trouvent les groupes Galileo et Ionis.

## Historique
En 1975, José Soubiran, fondateur du premier institut de psychomotricité en France, l’ISRP, crée à Bordeaux une école de management : l’Institut des hautes études économiques et commerciales. L’INSEEC Paris ouvre en 1983.
En 1988, l'École de commerce européenne ouvre son BBA (Bachelor in business administration) à Bordeaux, puis à Lyon en 1990. En 1996, Sup de Pub, ancienne université d’entreprise d’Havas EuroRSCG, rejoint le groupe INSEEC.
Le groupe est repris en février 2003 par Career Education Corporation (devenu Perdoceo), à l'époque premier opérateur mondial d’enseignement américain basé à Chicago. Ses principaux actionnaires étaient Apax Partners SA et Bpifrance.
En 2009, l'INSEEC ouvre son premier campus européen au cœur de Londres, puis une branche Design à Chicago. En 2010, le groupe reprend l’université internationale de Monaco et en 2012 Groupe ESC Chambéry. Le groupe INSEEC voit ses actifs revenir en France en 2013. En 2014, CREA Genève est intégré au groupe INSEEC. Ouverture du Luxury Business Institute (LBI) à Shanghai. En 2016, l'INSEEC s'implante à San Francisco et rachète les écoles françaises de Laureate Education (EBS, ESCE, ECE, IFG et HEIP).
En mars 2019, le groupe INSEEC, valorisé en janvier 2019 à près d'un milliard d'euros, est racheté par le fonds d'investissement anglais Cinven, pour une valorisation autour de 800 millions d'euros.
Le 2 décembre 2019, INSEEC U. ouvre en Afrique, un campus de l'IFG, une des écoles du groupe[source insuffisante].
En 2021, INSEEC U. devient OMNES Education dans le cadre d'un investissement de 100 millions d'euros sur une période de 5 ans.

## Écoles et implantations
(janvier 2024).

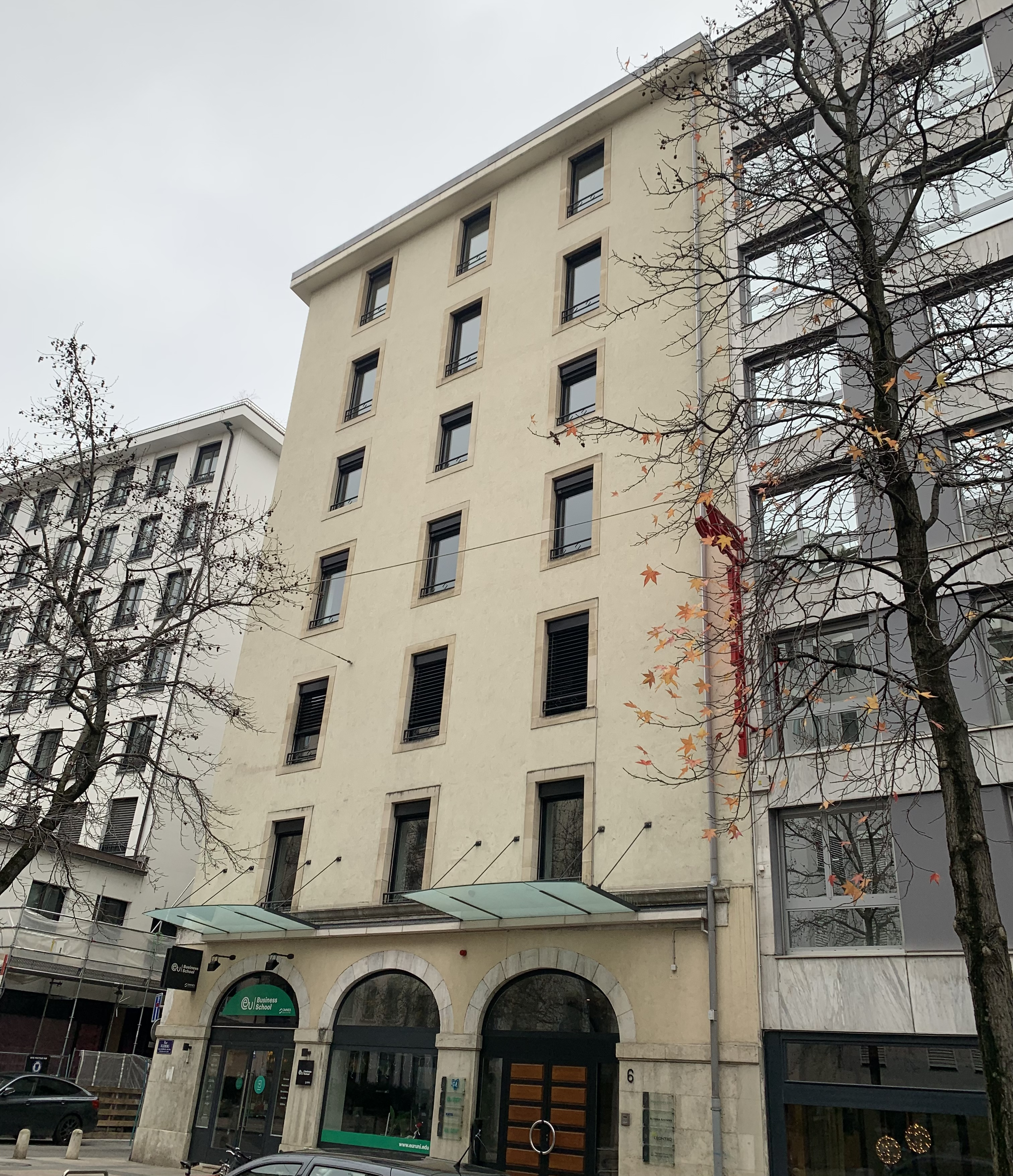
Façade du campus de l'EU Business School à Genève, Suisse.
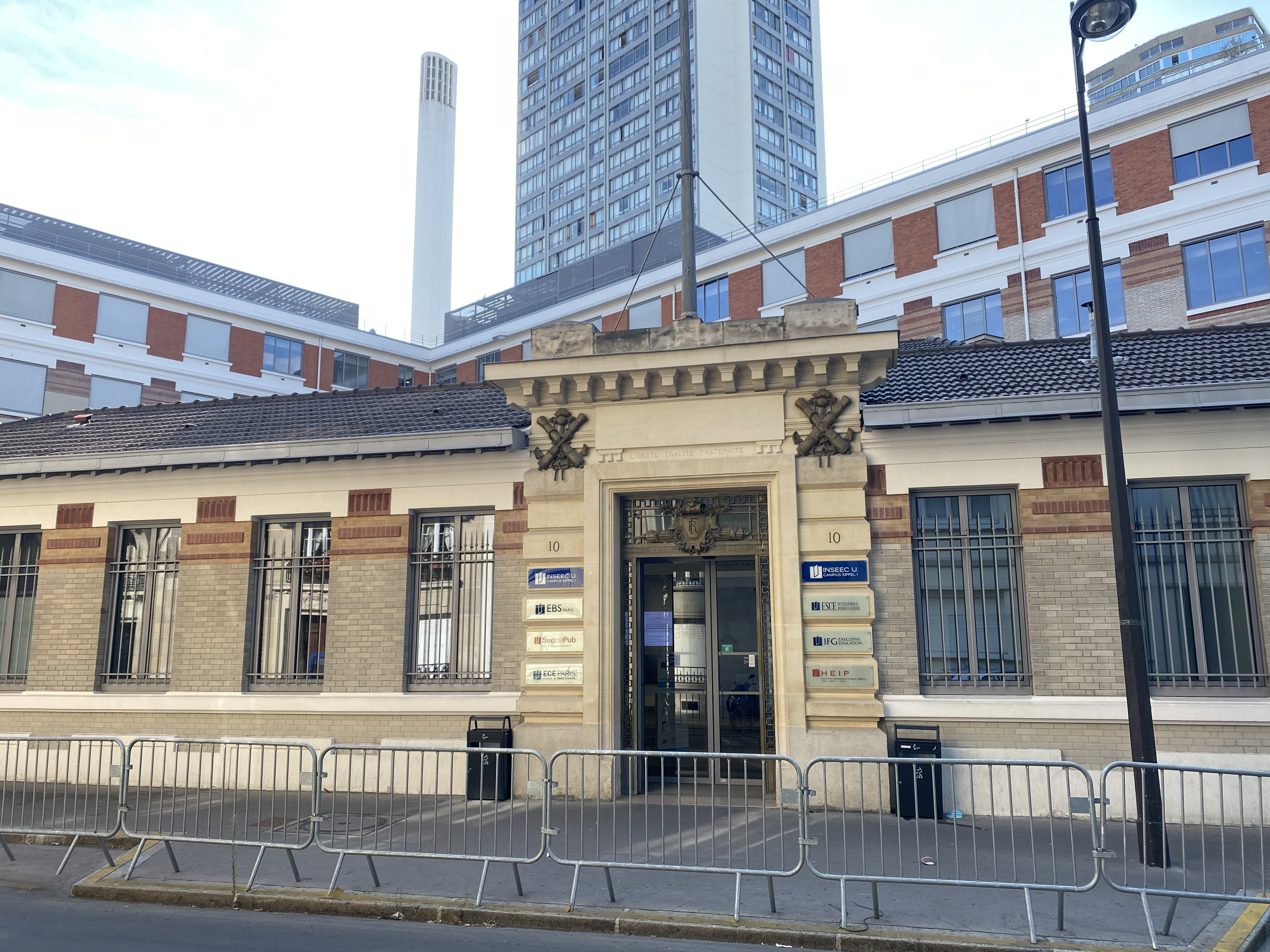
Façade de l'École centrale d'électronique (ECE) et de Sup de Pub à Paris, France.
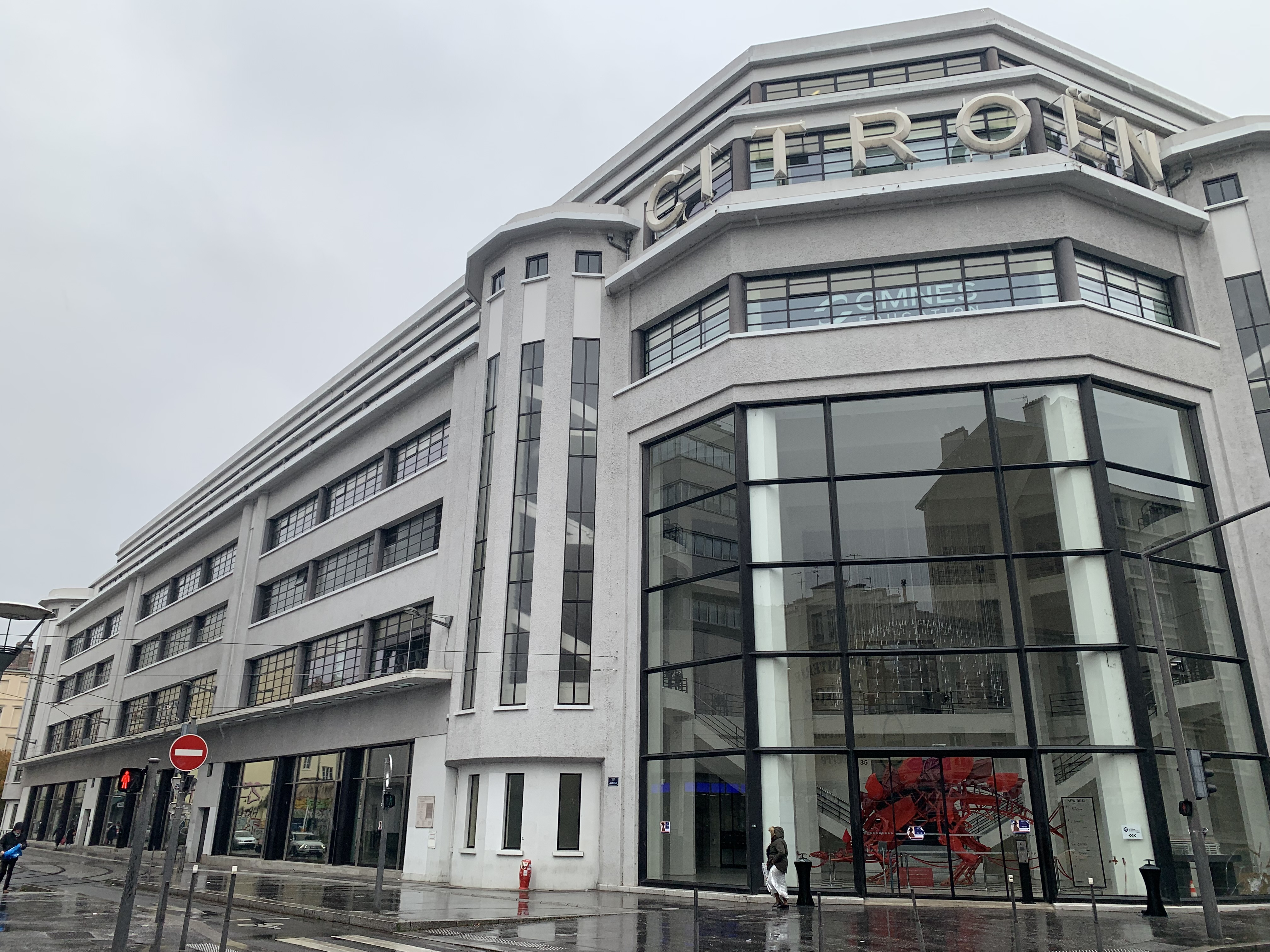
Façade du campus de l'INSEEC à Lyon, France.
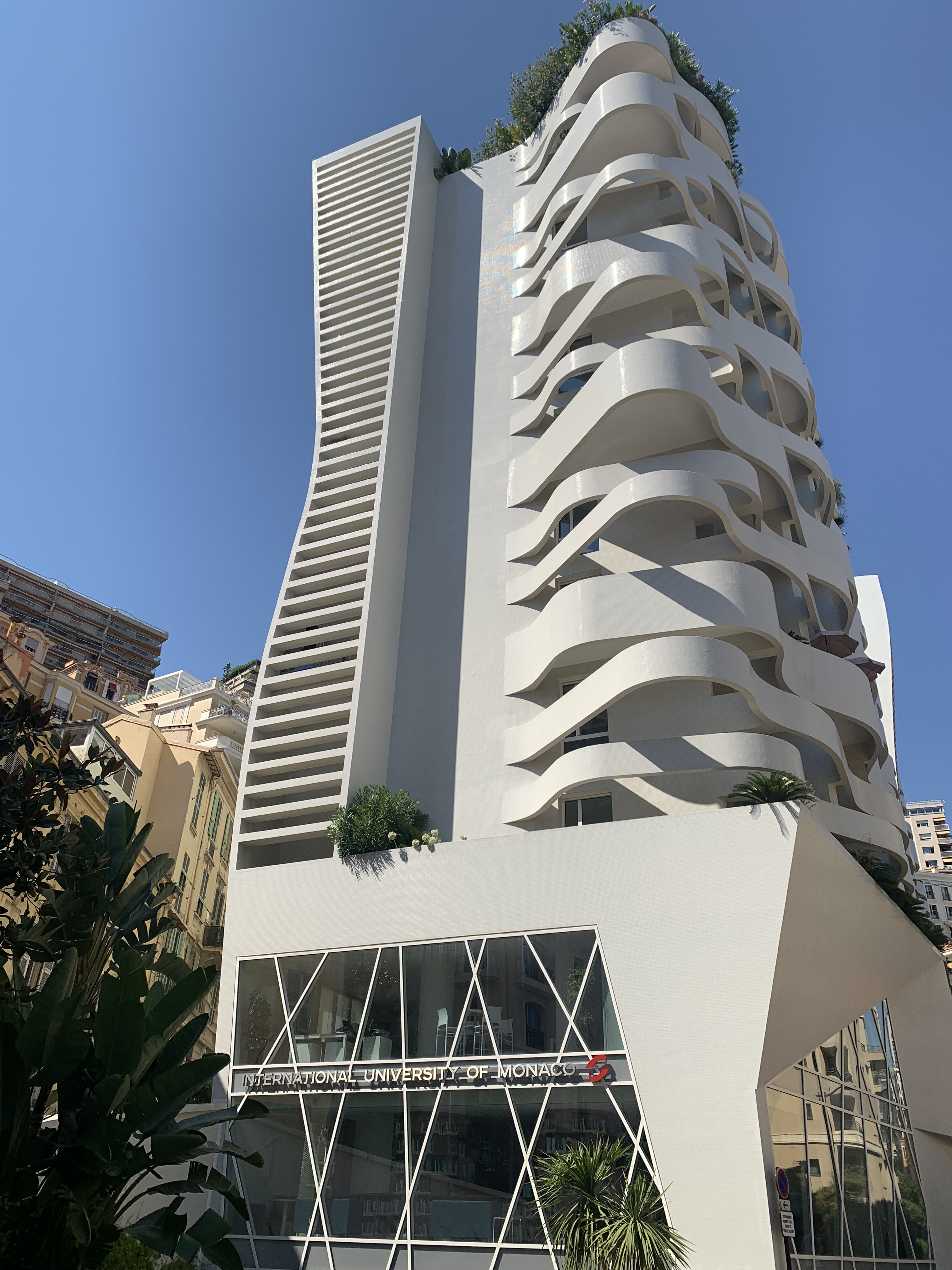
Façade de l'Université internationale de Monaco à Monaco.
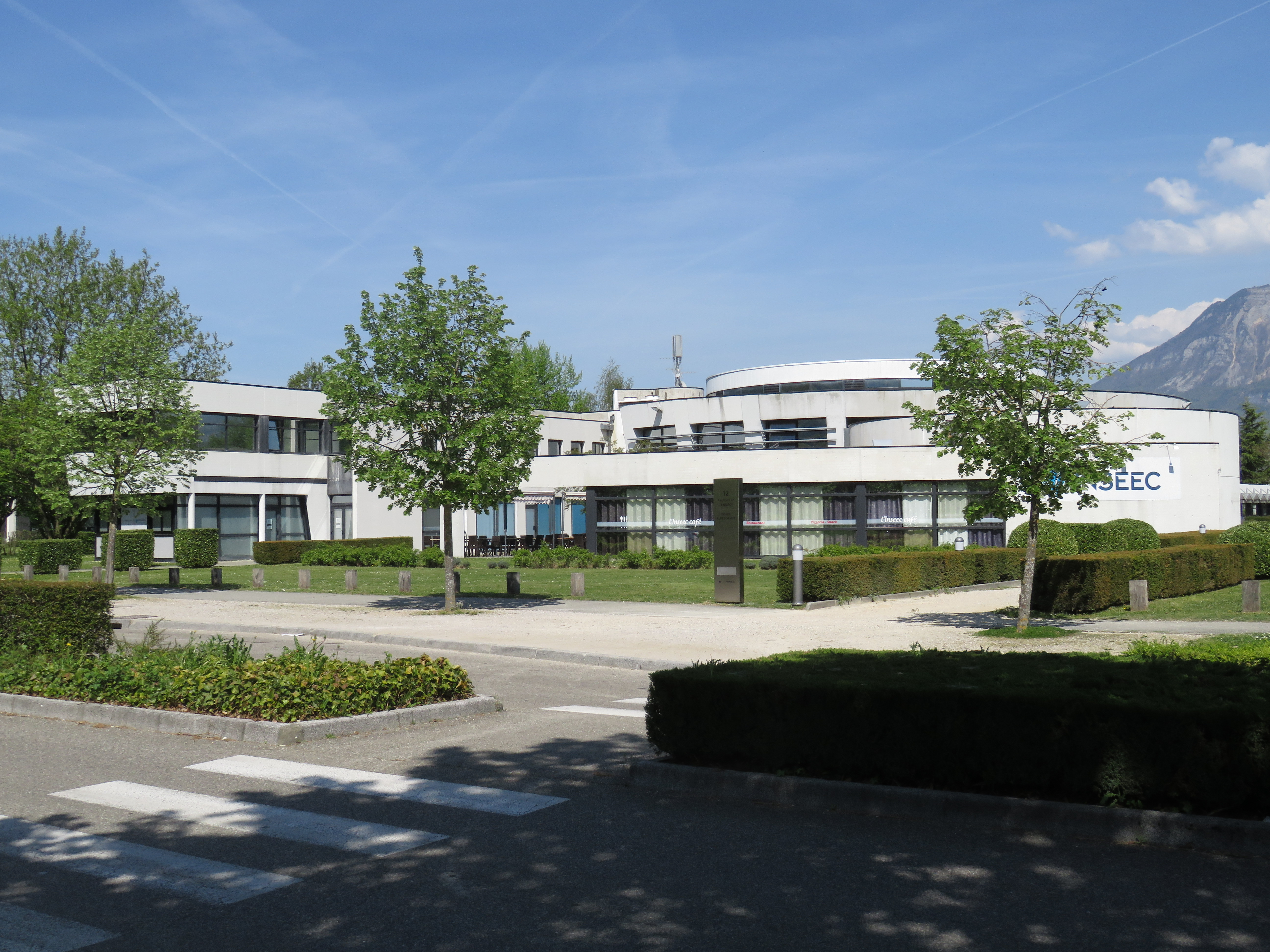
Vue du campus de Chambéry au Bourget-du-Lac, en Savoie.

### En France
OMNES Education regroupe 40 000 étudiants dans 15 écoles en France et à l'étranger pour un réseau d'alumni de 200 000 anciens.

#### Management

##### Écoles de commerce post-prépa
- Institut des hautes études économiques et commerciales (INSEEC)
- European Business School Paris (EBS Paris)
- École supérieure du commerce extérieur (ESCE)
- EU Business School (EU Business School)

##### Autres écoles
- IFG Executive Education (ex-Institut Français de Gestion)
- Sup Career Alternance

#### Ingénierie
- École centrale d'électronique (ECE École d'Ingénieurs, Engineering School)

#### Communication et création
- Sup de Pub
- Sup de Création
- CREA Genève

#### Sciences politiques
- Hautes Études Internationales et Politiques (HEIP)
- Centre d'études diplomatiques et stratégiques (CEDS)

#### Pôles experts
- Digital & Data by OMNES Education
- Luxury by OMNES Education
- Sport by OMNES Education

### À l'international
- European Business School Genève (EBS Genève)
- Université internationale de Monaco (IUM)

## Identité visuelle

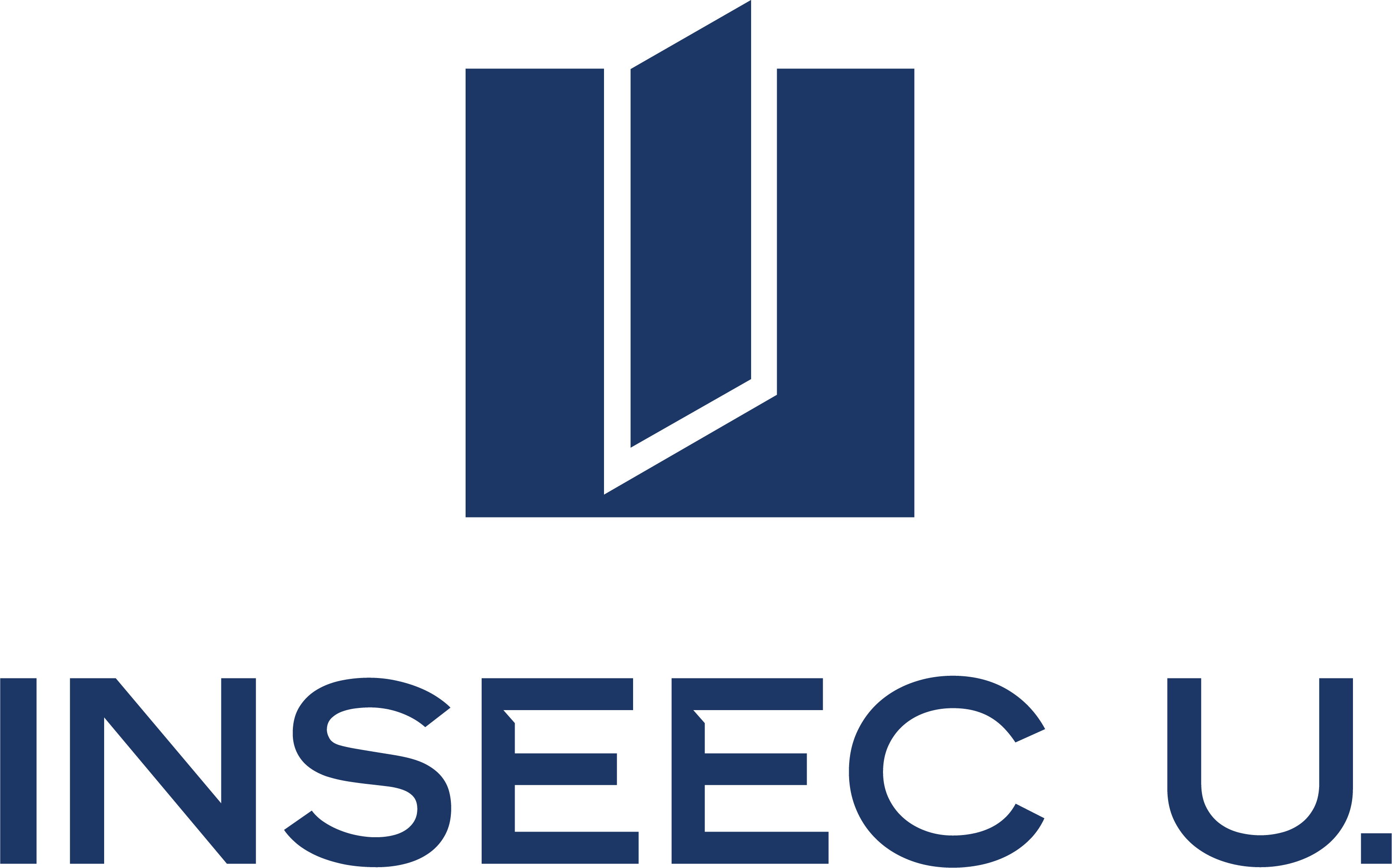
Du 28 novembre 2017 jusqu'en 2021
À partir de 2021